# Grafton (Vermont)
Pour les articles homonymes, voir Grafton.
Grafton est une ville du comté de Windham dans l'État du Vermont, au nord-est des États-Unis d’Amérique. La commune compte 649 habitants en l’an 2000.
| Andover (Vermont) | Chester (Vermont) |  |
| Windham (Vermont) | Grafton           |  |
|                   | Athens (Vermont)  |  |

## Démographie
| Groupe            | Grafton | Vermont | États-Unis |
| ----------------- | ------- | ------- | ---------- |
| Blancs            | 97,3    | 95,3    | 72,4       |
| Métis             | 1,6     | 1,7     | 2,9        |
| Asiatiques        | 0,4     | 1,3     | 4,8        |
| Afro-Américains   | 0,4     | 1,0     | 12,6       |
| Autres            | 0,1     | 0,8     | 7,1        |
| Total             | 100     | 100     | 100        |
|                   |         |         |            |
| Latino-Américains | 1,0     | 1,5     | 17,37      |

Selon l'American Community Survey, pour la période 2011-2015, 96,30 % de la population âgée de plus de 5 ans déclare parler l'anglais à la maison, 1,54 % l'allemand et 2,16 % une autre langue.